# Seznam kaločských biskupů a arcibiskupů
Toto je seznam biskupů a arcibiskupů arcidiecéze kaločsko-kečkemetské v Maďarsku:

## Seznam

### Biskupové
- Astrik O.S.B. (1000–1015), předtím první opat Břevnovského kláštera v Praze
- Jiří I. (1050–?)
- Desiderius (1075–1093)
- Fabián (1094–?)
- Ugolinus (1103–?)
- Pavel I. (1111)
- Fulibert (1111–?)
- Řehoř I. (1124–?)
- Fancica (1131–1134)

### Arcibiskupové
- Šimon (1135–?) (první arcibiskup)
- Muchia (1142–1149)
- Miko (1149–1165)
- Sayna (1167–?)
- Kosmas (1169–?)
- Andreas I. (1176–1186)
- Štěpán I. (1187–?)
- Pavel II. (1189–1190)
- Petr I. Filius Chitilen (1190)
- Saul (1192–1202)
- Jan I. z Merana (1202–1205)
- Bertold V. z Andechsu (1206–1218)
- Ugrinus (1219–1241)
- Benedikt (1241–1254)
- Tomáš I. (1255–1256)
- Smaragdus de Sambok (1257–1265)
- Štěpán II. (1266–1278)
- Jan II. (1278–1301)
- Štěpán III. (1302–1305)
- Vincentius (1305–1312)
- Demetrius (1312–1317)
- Ladislav I. de Jank, O.F.M. (1317–1337)
- Ladislav II. de Kabol (1342–1345)
- Štěpán IV. Büki (1345–1349)
- Mikuláš I. Szügyi (1349–1350)
- Dionysius Laczkfy (1350–1355)
- Mikuláš II. de Garamkeszi (1356–1358)
- Tomáš II. de Thelegd (1358–1367)
- Štěpán V. de Frankló, O.F.Aug. (1367–1382)
- Ludvík I. z Helfensteinu (1383–1391)
- Mikuláš III. Bubek (1391–1399)
- sede vacante (1399–1401)
- Jan III. de Scepus (1401–1403)
- Chrysogonus de Dominis, O.F.M. (1404–1408)
- Mikuláš IV. de Corbavia (1408–1410)
- Branda (1410–1413) (administrátor)
- Ondřej dei Benzi (1413–1431)
  - Carniarus de Ssholaribus (1420–1423)
- Jan IV. de Boundelmontibus, O.S.B. (1431–1448)
- sede vacante (1448–1450)
- Raphael Herczegh (1450–1456)
- Štěpán VI. de Varda, kardinál (1457–1471)
- Gabriel I. de Matuchina (1471–1477)
- Jiří II. de Hando (1478–1480)
- Petrus II. z Varadína (Petri de Warda) (1481–1501)
- Ladislav III. Gereb (1501–1503)
- Jiří II. Frankopan (1503–1520)
- sede vacante (1520–1523)
- Pavel III. Tomory, O.F.M. (1523–1526)
- sede vacante (1526–1530)
- Jan I. Frankopan, O.F.M. (1530–1543)
- sede vacante (1587–1596)
- Pavel IV. Gregorianec (1565)
- sede vacante (1565–1572)
- Jiří Drašković z Trakošćanu (1573–1587)
- sede vacante (1587–1596)
- Ján V. Kutassy (1596–1597)
- sede vacante (1597–1600)
- Martinus Pethe (1600–1607)
- Štefan Szuhay (1607–1608)
- Demetrius Napragy (1608–1619)
- Valentin Lépes (1619–1623)
- János Telegdy (1624–1647)
- sede vacante (1647–1649)
- János VII. Püski (1649–1657)
- Jiří II. Selepčéni Pohronec (1657–1666), též biskup nitranský, arcibiskup ostřihomský a primas uherský
- Petr III. Petretic (1667)
- Jiří V. Széchényi (1668–1685)
- Ján VIII. Gubasóczy (1685–1686)
- Martin II. Borkovic, O.S. (1686–1687)
- Leopold Karel z Koloniče (1688–1695), též biskup nitranský
- Pavel V. Széchény (1696–1710)
- Imrich Čáki z Kerešsegu (1714–1732)
- Gabriel II. Heřman z Patarčiće (1733–1745)
- sede vacante (1745–1747)
- Mikuláš V. Csák de Keresszegh (1747–1751)
- František II. Klobusiczky (1751–1760) (též biskup agramský a sedmihradský)
- József Batthyány (1760–1776)
- Adam Patačić (1776–1784)
- sede vacante (1784–1787)
- Ladislav z Koloniče (1787–1817), též biskup velkovaradínský
- sede vacante (1817–1822)
- Petr Klobusiczky (1822–1843)
- sede vacante (1843–1845)
- František z Nádasdy, Franciscus III. de Paula (1845–1851)
- Jozef Kunszt (1852–1866)
- Josef Lonovics z Krivině (1866–1867)
- Lajos Haynald, AEp. Carth. (1867–1891)
- Juraj Čáska (1891–1904)
- Julius I. Városy de Veszprim (1905–1910)
- Ján Černoch (1911–1912)
- Árpád Lipót Várady (1914–1923)
- Gyula Zichy (1925–1942)
- Julius Glattfelder (1942–1943)
- József Grősz (1943–1961)
- Endre Hamvas (1964–1969)
- József Ijjas (1969–1989)
- László Dankó (1987–1999)
- Balázs Bábel (od roku 1999)